# Cachirulo (La Pampa)
Cachirulo es una localidad del departamento Toay, provincia de La Pampa, Argentina. Forma parte del municipio de Toay.

## Ubicación
Se encuentra sobre la Ruta Provincial 9 a 18 km al sur de la capital provincial.

## Población
Cuenta con 40 habitantes (Indec, 2010). Durante los censos nacionales del INDEC de 2001 y 1991 había sido considerada como población rural dispersa.